# Eterno (álbum de Catedral)
Eterno é o sétimo álbum de estúdio da banda Catedral, lançado em 1996 pela gravadora MK Music. A obra segue a linha do trabalho anterior, mesclando baladas românticas com faixas de sonoridade mais "pesada". Deixou de ser vendido em meados de 2001 por opção da MK Music após o início de uma briga judicial entre a banda e a gravadora.

## Faixas
1. "Hoje"
2. "Um Novo Tempo"
3. "Terra de Ninguém"
4. "Sobre Muitas Coisas"
5. "Por que você se foi?"
6. "Eterno"
7. "Eu quero apenas falar de Amor"
8. "O que Há!"
9. "Meio sem Querer"
10. "Instrumental"

## Ficha técnica
- Kim: Vocais
- Júlio Cesar: Baixo
- José Cezar Motta: Guitarra base e solo
- Eliaquim Guilherme Morgado: Bateria